# Jon García
Jon García Aguado (Durango, 22 settembre 1977) è un taekwondoka spagnolo.

## Palmarès

### Mondiali di taekwondo
- Bronzo a Campionati mondiali di taekwondo 2001
- Argento a Campionati mondiali di taekwondo 2005
- Bronzo a Campionati mondiali di taekwondo 2011

### Europei di taekwondo
- Argento a Campionati europei di taekwondo 2000
- Bronzo a Campionati europei di taekwondo 2002
- Oro a Campionati europei di taekwondo 2005
- Oro a Campionati europei di taekwondo 2006
- Bronzo a Campionati europei di taekwondo 2010